# Economia ortodoxa
Economia ortodoxa ou economia mainstream é uma expressão que se refere às teorias econômicas predominantemente ensinadas nas universidades. É associada à economia neoclássica, à abordagem das expectativas racionais e à síntese neoclássica, que combina os métodos neoclássicos com a  abordagem  keynesiana da  macroeconomia. É usada em contraste com a expressão  economia heterodoxa, constituída por abordagens não hegemônicas nos meios acadêmicos, tais como a economia austríaca, a economia keynesiana e a economia marxiana.

## Termo
A economia ortodoxa também é conhecida como mainstream economics, em inglês, que tem base no modelo walrasiano que se desenvolveu em grande parte a partir da economia neoclássica em finais do século XIX, moldando inclusive o Consenso de Washington. Mas pode se referir também ao monetarismo ou à escola de Chicago.
Essa expressão entrou para o uso comum no final do século XX. O influente livro didático de Samuelson e Nordhaus, na parte de dentro da capa traseira traz a "Árvore da Família da Economia", que apresenta flechas a partir de Keynes e da economia neoclássica. Um termo mais restrito que também aparece pela primeira vez no livro Economia de Samuelson, é síntese neoclássica (isto é, síntese da economia neoclássica e da macroeconomia keynesiana).

## História
A economia, nos tempos modernos, sempre apresentou múltiplas escolas de pensamento econômico, com diferentes escolas tendo diferentes importâncias pelos países e pelo tempo. O uso atual do termo "economia ortodoxa" é específico ao período pós-Segunda Guerra Mundial.
Antes do desenvolvimento da economia acadêmica moderna, a escola dominante na Europa era o mercantilismo, que era mais um conjunto disperso de ideias relacionadas do que uma escola propriamente institucionalizada. Com o desenvolvimento da economia moderna, convencionalmente considerado o final do século XVIII, após a publicação de A Riqueza das Nações, de Adam Smith, a economia britânica se desenvolveu e tornou-se dominante pelo que hoje é chamada de escola clássica. De A Riqueza das Nações até a Grande Depressão, a escola dominante na anglosfera era a economia clássica, e seu sucessor, a economia neoclássica. Na Europa continental, a obra dos fisiocratas na França formou uma tradição distinta, assim como a obra da escola historicista alemã na Alemanha, e por todo o século XIX houve debates na economia britânica, mais notadamente a oposição da escola subconsumista (underconsumptionist).
Durante a Grande Depressão e a Segunda Guerra Mundial, a escola keynesiana ganhou proeminência, construída sob a obra da escola subconsumista, sendo que a economia ortodoxa atual decorre da síntese neoclássica, que foi a fusão pós-Segunda Guerra Mundial da macroeconomia keynesiana com a microeconomia neoclássica.
Na Europa continental, em contraste, a economia keynesiana foi rejeitada, com o pensamento alemão dominando pela Escola de Friburgo, cuja filosofia política do ordoliberalismo formava a base intelectual da economia social de mercado do pós-guerra alemão. Nos países em desenvolvimento, que formavam a maioria da população mundial, várias diferentes escolas da economia do desenvolvimento foram influentes.
Desde 2007, a crise econômica de 2008-2011 e a subsequente crise econômica global expuseram publicamente divisões na economia ortodoxa e aumentaram significantemente a controvérsia sobre seu status, com alguns defendendo uma reforma radical ou rejeição do main stream, outros defendendo uma mudança evolucionária, e ainda outros argumentando que a economia ortodoxa explica a crise.

## Escopo
A economia ortodoxa pode ser definida, diferentemente de outras escolas econômicas, por vários critérios, nomeadamente por suas suposições, métodos e tópicos.

### Suposições
Um grande número de suposições está por trás da economia ortodoxa, apesar de rejeitadas por algumas escolas heterodoxas. Elas incluem as suposições neoclássicas da teoria da escolha racional, um agente representativo, e, muitas vezes, expectativas racionais. A metodologia empregada pela economia ortodoxa é a metodologia dedutiva, que começa com axiomas (que não necessitam ser provados, visto que são classificados como dados), tais como a racionalidade dos indivíduos e seu único objetivo  de maximizar seu próprio benefício pessoal (maximização da utilidade). A esses axiomas, suposições são adicionadas, tais como a informação perfeita e simétrica, mercados completos, competição perfeita e custos de transação nulos. Baseado nesses axiomas e suposições, conceitos básicos, como o equilíbrio de mercado, são postulados, que são relevantes apenas quando todas ou quase todas as suposições são consideradas.

### Métodos
A economia ortodoxa também foi definida metodologicamente como uma obra que exige conformidade com a linguagem tradicional dos modelos matemáticos, usando cálculo, otimização e estática comparativa. Sobre esta definição, as áreas do pensamento que são tipicamente consideradas como heterodoxas porque não trabalham sobre as suposições típicas neoclássicas, tais como econofísica, economia comportamental e economia evolucionária, podem ser consideradas ortodoxas quando elas utilizam de seus métodos.
Alguns campos podem ser descritos como sendo em parte ortodoxia e em parte heterodoxia, por exemplo a escola austríaca, a economia institucional, a neuroeconomia e a economia da complexidade. Esses campos podem usar a teoria neoclássica como ponto de partida. Ainda assim, pesquisas recentes sugerem que a "economia neoclássica não domina mais a ortodoxia".
Uma outra tendência é a expansão dos métodos ortodoxos a áreas de estudo tão distantes quanto crime, a família, direito, política e religião. O último fenômeno é descrito algumas vezes como imperialismo econômico. 

### Tópicos
A economia ortodoxa inclui as teorias de falha de mercado e de falha do governo e as noções de bens públicos e privados. Esses desenvolvimentos sugerem uma gama de pontos de vista favoráveis à intervenção governamental.

## Opiniões críticas à economia ortodoxa
Desde a crise econômica de 2008-2009, conflitos consideráveis surgiram entre teóricos econômicos e uma grande parte do público, com preocupações sobre a validade e futuro da economia ortodoxa.
Os chartalistas, que eram considerados parte da escola pós-keynesiana de pensamento, criticaram a teoria ortodoxa por falhar em descrever os mecanismos das economias monetárias modernas fiduciárias. O chartalismo foca-se na compreensão detalhada da forma como o dinheiro realmente flui através dos diferentes setores de uma economia. Especificamente, o chartalismo se foca na interação entre bancos centrais, tesouro e o sistema bancário privado. Ele rejeita as teorias críticas do mainstream tais como o mercado de fundos emprestáveis, o multiplicador bancário e a utilidade da austeridade fiscal.
Alguns economistas da economia ecológica acreditam que a "santa trindade" neoclássica da racionalidade, ganância e equilíbrio está sendo substituída pela santa trindade do comportamento proposital, auto-interesse esclarecido e sustentabilidade, alargando o âmbito da economia ortodoxa. A economia ecológica aborda questões de sustentabilidade, tais como bens públicos, capital natural e externalidades negativas (como a poluição).
Escolas econômicas alternativas, tais como a escola austríaca, também apresentam visões que contradizem a atual teoria econômica ortodoxa, considerando como a economia moderna realmente funciona.
Teorias de conceitos econômicos relacionadas à energia também existem na economia da energia, relacionando a termodinâmica conceitos do pensamento econômico, tais como a contabilidade da energia. A economia biofísica relaciona-se com esta área.